# Than Uyên
Than Uyên là một huyện nằm ở phía đông nam tỉnh Lai Châu, Việt Nam.

## Địa lý

### Vị trí địa lý
Huyện Than Uyên nằm ở phía đông nam tỉnh Lai Châu, có vị trí địa lý:
- Phía đông giáp huyện Văn Bàn, tỉnh Lào Cai và huyện Mù Cang Chải, tỉnh Yên Bái
- Phía tây giáp huyện Quỳnh Nhai, phía nam giáp huyện Mường La, tỉnh Sơn La
- Phía bắc giáp huyện Tân Uyên.

### Địa hình
Than Uyên là một vùng đất lòng chảo, nằm ở phía tây dãy núi Hoàng Liên Sơn, được hình thành 3 khu vực rõ rệt:
- Khu vực phía Đông là sườn núi phía Tây của dải núi Phan Xi Păng, núi cao địa hình hiểm trở, độ dốc lớn.
- Khu vực phía Tây là đồi núi thấp thuộc dãy Pu San Cáp độ cao từ 600-1.800m.
- Khu vực giữa: Chạy dọc theo Quốc lộ 32 từ Phúc Than đến Khoen On, một thung lũng có cấu tạo là những đồi núi xen lẫn với những dải đồng bằng có độ cao từ 500–650 m so với mặt biển.

### Sông suối
Than Uyên thuộc lưu vực sông Nậm Mu (Phụ lưu cấp 1 của sông Đà) có mật độ sông suối từ 1,5 -1,7 km/km², thuộc loại dày, do lượng mưa trong năm phân bố không đều nên mùa mưa quá dư thừa nước gây ra lũ lụt, về mua khô thì thiếu nước, dòng thủy cạn kiệt.

### Khí hậu
Khí hậu chia làm hai mùa rõ rệt:
- Mùa mưa từ tháng 4 đến tháng 10, lượng mưa tập trung trong tháng 6, tháng 7 hằng năm.
- Mùa khô từ tháng 11 đến tháng 3 năm sau, sông suối cạn kiệt, thường xuất hiện gió khô hanh (Gió Lào).

Lượng mưa trung bình 1.800 - 2.200 mm/năm, nhiệt độ trung bình 22-23oC, ẩm độ không khí trung bình 80%.

### Diện tích
Tổng diện tích tự nhiên toàn huyện: 79.252,93 ha.
- Diện tích đất nông nghiệp: 31.890,2 ha.
- Đất phi nông nghiệp: 3.813,3 ha.
- Đất chưa sử dụng: 43.984,0 ha.

Than Uyên có hai loại đất cơ bản như sau:
- Đất Feralít đỏ vàng chiếm khoảng 35% phân bố ở độ cao 900–1200 m.
- Đất Feralít vàng đỏ chiếm khoảng 65% phân bố ở độ cao < 900 m.

## Dân cư
Tính đến ngày 31/12/2017, tổng số người toàn huyện là: 66.589 khẩu. Tổng số hộ là 13.838 hộ, trong đó số hộ nghèo: 3.340 hộ
Huyện Than Uyên có 10 dân tộc anh em:
- Thái: 7.273 hộ 40.450 khẩu (73,2%)
- Kinh: 1.987 hộ 7.252 khẩu (13,1%)
- H'Mông: 920 hộ 5.829 khẩu (10,5%)
- Khơ Mú: 226 hộ 1.261 khẩu (2,3%)
- Dao: 59 hộ 321 khẩu (0,6%)
- Dân tộc kháng 51 hộ 161 khẩu (0,3%), bao gồm: Tày, Lào, Cao Lan, Nùng.

## Hành chính
Huyện Than Uyên có 12 đơn vị hành chính cấp xã trực thuộc, bao gồm thị trấn Than Uyên (huyện lỵ) và 11 xã: Hua Nà, Khoen On, Mường Cang, Mường Kim, Mường Mít, Mường Than, Pha Mu, Phúc Than, Ta Gia, Tà Hừa, Tà Mung.

## Lịch sử
Than Uyên là vùng đất phát triển lâu dài từ nền văn hóa Hòa Bình đến văn hóa Đông Sơn. Sang thời Lý, Than Uyên thuộc mường Tiến Châu Đăng; đời hậu Lê thuộc châu Chiêu Tấn, phủ An Tây trong thừa tuyên Hưng Hoá; đời Tự Đức triều Nguyễn, Than Uyên là lỵ sở châu Chiêu Tấn.
Ngày 28/6/1909 thực dân Pháp đặt ra châu Than Uyên thuộc tỉnh Lai Châu. Ngày 20/2/1920 châu Than Uyên lại sáp nhập vào tỉnh Yên Bái.
Sau hoà bình lập lại năm 1955, huyện Than Uyên thuộc khu tự trị Thái-Mèo.
Cuối năm 1962, thành lập tỉnh Nghĩa Lộ, Than Uyên là huyện thuộc tỉnh Nghĩa Lộ, bao gồm 16 xã: Hố Mít, Hua Nà, Khoen On, Mường Cang, Mường Khoa, Mường Kim, Mường Mít, Mường Than, Nậm Cần, Nậm Sỏ, Pắc Ta, Pha Mu, Ta Gia, Tà Hừa, Tà Mít và Thân Thuộc.
Ngày 8 tháng 3 năm 1967, thành lập thị trấn nông trường Than Uyên trực thuộc huyện Than Uyên.
Ngày 3 tháng 1 năm 1976, Than Uyên là một huyện của tỉnh Hoàng Liên Sơn (sau khi sáp nhập 3 tỉnh Lào Cai – Yên Bái – Nghĩa Lộ thành Hoàng Liên Sơn). Từ tháng 10/1991 huyện thuộc tỉnh Lào Cai.
Ngày 25 tháng 2 năm 1978, hợp nhất 2 xã Hua Nà và Mường Cang thành xã Nà Cang.
Ngày 15 tháng 11 năm 1991, thành lập thị trấn Than Uyên (thị trấn huyện lỵ) gồm phần đất của 2 xã Nà Cang và Mường Than.
Cuối năm 2002, huyện Than Uyên có thị trấn Than Uyên, thị trấn nông trường Than Uyên và 15 xã: Hố Mít, Khoen On, Mường Khoa, Mường Kim, Mường Mít, Mường Than, Nà Cang, Nậm Cần, Nậm Sỏ, Pắc Ta, Pha Mu, Ta Gia, Tà Hừa, Tà Mít, Thân Thuộc.
Ngày 26 tháng 11 năm 2003, Quốc hội ra Nghị quyết trong đó chia tỉnh Lai Châu thành tỉnh Lai Châu (mới) và tỉnh Điện Biên đồng thời chuyển huyện Than Uyên của tỉnh Lào Cai về tỉnh Lai Châu mới.
Ngày 27 tháng 12 năm 2006, thành lập 3 xã: Tà Mung, Phúc Than và Phúc Khoa. Huyện Than Uyên đến thời điểm này có 169.550 ha diện tích tự nhiên và 87.249 người.
Ngày 8 tháng 4 năm 2008, thành lập 3 xã: Trung Đồng, Hua Nà, Mường Cang và thị trấn Tân Uyên thuộc huyện Than Uyên. Huyện Than Uyên lúc này có 170.000 ha diện tích tự nhiên và 95.559 người.
Từ đó, huyện Than Uyên có 2 thị trấn: Than Uyên (huyện lị), Tân Uyên và 20 xã: Pha Mu, Mường Mít, Phúc Than, Mường Than, Mường Cang, Hua Nà, Tà Hừa, Ta Gia, Tà Mung, Mường Kim, Khoen On, Mường Khoa, Phúc Khoa, Nậm Sỏ, Nậm Cần, Thân Thuộc, Trung Đồng, Hố Mít, Pắc Ta, Tà Mít.
Ngày 30 tháng 10 năm 2008, chuyển một phần diện tích và dân số của huyện Than Uyên để thành lập huyện Tân Uyên. Huyện Than Uyên còn lại là 79.680,50 ha diện tích tự nhiên và 53.338 người.
Ngày 14 tháng 10 năm 2011, điều chỉnh địa giới hành chính các xã: Pha Mu, Mường Mít, Tà Hừa, Mường Cang. Huyện Than Uyên thời điểm này có 79.252,93 ha diện tích tự nhiên và 57.837 người.

## Tài nguyên
- Sông Nậm Mu chảy qua huyện với chiều dài 160 km, có độc dốc lớn là nguồn năng lượng vô tận cho việc phát triển thủy điện ở địa phương. Năm 2005, khởi công xây dựng hai công trình thủy điện lớn trên sông là Bản Chát (xã Mường Kim), công suất 220 MW và Huội quảng (xã Khoen On) có công suất 520 MW.

Trên các nhánh sông cũng đã xây dựng các công trình thủy điện khác như Nậm Mở 3 (công suất 10 MW, xã Khoen On), Nậm Mở 2,... Tại những nơi đây khi đóng dập thủy điện Huội quảng và thủy điện bản Chát, nước dâng gập đã tạo những hòn Đảo sơn phong cảnh tuyệt đẹp, đã có những tua du khách theo dọc bờ sông để tìm kiếm ngắn những bông hoa Đỗ Quyên tuyệt đẹp, hay thưởng thức món ăn địa phương (Cá cơm nướng ống nứa), cùng người dân nơi đây đánh bắt thủy sản đây là nguồn Tài nguyên phục vụ cho công tác du lịch của huyện, tỉnh nhà
- Diện tích đất nông nghiệp và đồng cỏ khá lớn gần 40.000 ha, nhất là cánh đồng Mường Than, lớn thư 3 vùng Tây Bắc (nhát Thanh, nhì Lò, tam Than, tứ Tấc) có tiềm năng cho việc phát triển nông nghiệp nhất là trồng trọt cây lương thực, cây công nghiệp chè và chăn nuôi gia súc, trong đó trồng và sản xuất chè là kinh tế mũi nhọn của Than Uyên.

Than Uyên còn có nhiều tài nguyên, văn hoá giàu sắc thái địa phương.
- Tại xã Phúc Than huyện Than Uyên là cái nôi của gió, Gió theo hướng Bắc - Nam. Nơi đây là nơi lý tưởng cho việc xây dựng nhà máy điện bằng năng lương sạch (Gió)

## Di tích
- Di tích đèo Khau Co nơi nghĩa quân Mường Lay, Mường Khoa ở địa phương chặn đánh bọn thực dân Pháp kịch liệt ngày 20/11/1886 khi chúng tấn công lên huyện Than Uyên, mở màn phong trào đấu tranh anh dũng đầy hy sinh gian khổ, tìm hiểu lòng yêu nước nồng nàn, ý chí quật cường chống giặc ngoại xâm của nhân dân các dân tộc Than Uyên. Đây từng là nơi đóng quân của trung đoàn 2 mở đường 279 trong cuộc chiến tranh biên giới 1979, nơi đây còn có nhiều vết tích của lần mở đường khi đó(Những đoạn đường mở sai trên vách núi). Từ đây có thể quan sát hầu hết cánh đồng Mường Than, là cánh đồng lớn thứ ba của vùng tây bắc.
- Bản Nà Khoảng (xã Mường Kim) - một trong những căn cứ du kích thời kỳ chống Pháp, tiểu phỉ những năm 1950-1951 góp phần giải phóng Than Uyên ngày 15-10-1952...Hang Che Bó (xã Mường Than (nay là xã Phúc Than - ngày nay đã bị đánh sập để khai thác đá) - một quần thể hang động nằm sâu trong lòng núi dài gần 7,5 km không chỉ có suối chảy trong vắt thú vị, mùa đông thì ấm áp, hè đến thì mát rượi với nhiều loại cá cảnh bơi lội tung tăng mà còn nhiều nhũ đá, tượng bụt kỳ ảo có giá trị thẩm mỹ.
- Bản Lướt xã Mường Kim là một địa danh lịch sử của huyện, nơi thành lập Chi bộ Đảng đầu tiên tiền thân của Đảng bộ tỉnh Lai Châu ngày nay.
- Quần thể thắng cảnh Ta Gia có nhiều hang động đẹp; dãy núi đá vôi bạt ngàn với thảm thực vật phong phú; có dòng sông Nậm Mu trong xanh cùng với hang động núi rừng tạo hoá cho Ta Gia bức tranh "Sơn thủy hữu tình", có bản làng người Thái cổ truyền với mái nhà sàn độc đáo.